# Premier League de Malta 2025-26
La Premier League de Malta 2025-26 será la edición número 111 de la Premier League de Malta. La temporada comenzó el 16 de agosto de 2025 y terminará en mayo de 2026.

## Sistema de competición
En el nuevo formato de liga, que entra en vigor a partir de esta temporada, la Liga Premier de Malta está formada por 12 equipos y se divide en una ronda de Apertura y una ronda de Clausura.
En la primera fase de la ronda de Apertura los doce equipos jugarán entre sí a una vuelta, sumando un total de once partidos. Al terminar la Jornada 11 los equipos serán divididos entre los seis mejores y los seis peores clasificados. En Fase 2 los equipos jugarán ante otros cinco rivales de acuerdo con su clasificación, sumando un total de 16 partidos durante la ronda de Apertura. Al finalizar esa fase el puntaje de los equipos será guardado en una tabla anual separada, mientras que para la ronda de Clausura los clubes comenzarán de nuevo con cero puntos. La ronda de Clausura será jugada de la misma manera que la de Apertura.
Si un solo equipo gana las dos rondas de la temporada será proclamado campeón de la Liga Premier de Malta y tendrá un boleto para la Primera ronda de la Liga de Campeones 2026-27, en caso de que se presenten dos ganadores de fase se jugará un partido final de campeonato para determinar al campeón nacional. Los equipos que finalicen las fases de Apertura y Clausura en segundo lugar tendrán una plaza en la Primera ronda de la Liga Conferencia 2026-27, en caso de que el mismo equipo finalice en segunda posición en ambas rondas, serán los dos equipos que finalicen como terceros clasificados los que jueguen un partido de play-off por esa plaza en la Liga Conferencia.
En caso de que cuatro equipos diferentes ocupen las primeras dos posiciones en ambas rondas, se jugará una final a cuatro compuesta de etapas de semifinales y final. El equipo que gane sus dos partidos será proclamado campeón de la Liga Premier de Malta y conseguirá su plaza en la Liga de Campeones, mientras que el perdedor del partido final se clasificará a la Liga Conferencia. La segunda plaza de ese torneo será disputada entre los equipos perdedores de las semifinales.
En cuanto al descenso a la Challenge League. Si los mismos dos equipos finalizan en los puestos 11º y 12º en las dos rondas, ambos equipos descenderán automáticamente. Si solamente un equipo queda en las últimas dos posiciones en ambas rondas, descenderá automáticamente. Por otro lado, se jugará un desempate entre los otros dos equipos que queden en uno de los dos últimos puestos de las respectivas rondas. Si cuatro equipos diferentes quedan en los dos últimos puestos en las respectivas rondas, se disputarán play-offs para determinar el descenso, los dos perdedores de estas eliminatorias serán relegados.
En todos los casos en que se presenten partidos eliminatorios se tomará en cuenta el desempeño de los equipos durante la temporada regular para determinar las localías.
Otra plaza para la Liga Conferencia 2026-27 está reservada para el campeón de la Copa de Malta.

## Ascensos y descensos
| Pos. | Ascendidos de Challenge League 2024-25 |
| ---- | -------------------------------------- |
| 1°   | Valletta                               |
| 2°   | Tarxien Rainbows                       |

| Pos. | Descendidos de Premier League 2024-25 |
| ---- | ------------------------------------- |
| 11°  | Balzan                                |
| 12°  | Melita                                |

## Equipos participantes
| Equipo             | Ciudad     | Estadio                   | Capacidad |
| ------------------ | ---------- | ------------------------- | --------- |
| Birkirkara         | Birkirkara | Estadio Nacional Ta' Qali | 17.797    |
| Floriana           | Floriana   | Independence Arena        | 3.000     |
| Gżira United       | Gżira      | Estadio Nacional Ta' Qali | 17.797    |
| Ħamrun Spartans    | Ħamrun     | Estadio Victor Tedesco    | 6.000     |
| Hibernians         | Paola      | Hibernians Ground         | 2.968     |
| Marsaxlokk         | Marsaxlokk | Marsaxlokk Ground         | 1.000     |
| Mosta              | Mosta      | Mosta Ground              | 600       |
| Naxxar Lions       | Ta' Qali   | MFA Centenary Stadium     | 2.000     |
| Sliema Wanderers   | Sliema     | Tigne Sports Complex      | 1.000     |
| Tarxien Rainbows   | Tarxien    | Tonny Cassar Sports       | 1.000     |
| Valletta           | Ta' Qali   | MFA Centenary Stadium     | 2.000     |
| Żabbar St. Patrick | Żabbar     | Estadio Il-Foss           | 1.000     |

## Fase Apertura

### Fase 1
| Pos. | Equipo             | Pts. | PJ | G | E | P | GF | GC | Dif. | Clasificación Fase Apertura |
| ---- | ------------------ | ---- | -- | - | - | - | -- | -- | ---- | --------------------------- |
| 1    | Hibernians         | 3    | 1  | 1 | 0 | 0 | 5  | 3  | +2   | Grupo de Campeonato         |
| 2    | Floriana           | 3    | 1  | 1 | 0 | 0 | 3  | 1  | +2   | Grupo de Campeonato         |
| 3    | Marsaxlokk         | 3    | 1  | 1 | 0 | 0 | 3  | 1  | +2   | Grupo de Campeonato         |
| 4    | Sliema Wanderers   | 3    | 1  | 1 | 0 | 0 | 2  | 1  | +1   | Grupo de Campeonato         |
| 5    | Ħamrun Spartans    | 1    | 1  | 0 | 1 | 0 | 1  | 1  | 0    | Grupo de Campeonato         |
| 6    | Tarxien Rainbows   | 1    | 1  | 0 | 1 | 0 | 1  | 1  | 0    | Grupo de Campeonato         |
| 7    | Birkirkara         | 1    | 1  | 0 | 1 | 0 | 0  | 0  | 0    | Grupo de Descenso           |
| 8    | Valletta           | 1    | 1  | 0 | 1 | 0 | 0  | 0  | 0    | Grupo de Descenso           |
| 9    | Żabbar St. Patrick | 0    | 1  | 0 | 0 | 1 | 1  | 2  | −1   | Grupo de Descenso           |
| 10   | Gżira United       | 0    | 1  | 0 | 0 | 1 | 3  | 5  | −2   | Grupo de Descenso           |
| 11   | Mosta              | 0    | 1  | 0 | 0 | 1 | 1  | 3  | −2   | Grupo de Descenso           |
| 12   | Naxxar Lions       | 0    | 1  | 0 | 0 | 1 | 1  | 3  | −2   | Grupo de Descenso           |

Actualizado a los partidos jugados el 18 de agosto de 2025.
 Fuente: Soccerway

### Resultados
| Local \ Visitante  | BIR | FLO | GZI | HAM | HIB | MAR | MOS | NAX | SLI | TAR | VAL | ZAB |
| ------------------ | --- | --- | --- | --- | --- | --- | --- | --- | --- | --- | --- | --- |
| Birkirkara         | —   |     |     |     |     |     |     |     |     |     |     |     |
| Floriana           |     | —   |     |     |     |     |     |     |     |     |     |     |
| Gżira United       |     |     | —   |     |     |     |     |     |     |     |     |     |
| Ħamrun Spartans    |     |     |     | —   |     |     |     |     |     |     |     |     |
| Hibernians         |     |     | 5–3 |     | —   |     |     |     |     |     |     |     |
| Marsaxlokk         |     |     |     |     |     | —   | 3–1 |     |     |     |     |     |
| Mosta              |     |     |     |     |     |     | —   |     |     |     |     |     |
| Naxxar Lions       |     | 1–3 |     |     |     |     |     | —   |     |     |     |     |
| Sliema Wanderers   |     |     |     |     |     |     |     |     | —   |     |     |     |
| Tarxien Rainbows   |     |     |     | 1–1 |     |     |     |     |     | —   |     |     |
| Valletta           | 0–0 |     |     |     |     |     |     |     |     |     | —   |     |
| Żabbar St. Patrick |     |     |     |     |     |     |     |     | 1–2 |     |     | —   |

## Fase Clausura

### Fase 1
| Pos. | Equipo             | Pts. | PJ | G | E | P | GF | GC | Dif. | Clasificación Fase Clausura |
| ---- | ------------------ | ---- | -- | - | - | - | -- | -- | ---- | --------------------------- |
| 1    | Birkirkara         | 0    | 0  | 0 | 0 | 0 | 0  | 0  | 0    | Grupo de Campeonato         |
| 2    | Floriana           | 0    | 0  | 0 | 0 | 0 | 0  | 0  | 0    | Grupo de Campeonato         |
| 3    | Gżira United       | 0    | 0  | 0 | 0 | 0 | 0  | 0  | 0    | Grupo de Campeonato         |
| 4    | Ħamrun Spartans    | 0    | 0  | 0 | 0 | 0 | 0  | 0  | 0    | Grupo de Campeonato         |
| 5    | Hibernians         | 0    | 0  | 0 | 0 | 0 | 0  | 0  | 0    | Grupo de Campeonato         |
| 6    | Marsaxlokk         | 0    | 0  | 0 | 0 | 0 | 0  | 0  | 0    | Grupo de Campeonato         |
| 7    | Mosta              | 0    | 0  | 0 | 0 | 0 | 0  | 0  | 0    | Grupo de Descenso           |
| 8    | Naxxar Lions       | 0    | 0  | 0 | 0 | 0 | 0  | 0  | 0    | Grupo de Descenso           |
| 9    | Sliema Wanderers   | 0    | 0  | 0 | 0 | 0 | 0  | 0  | 0    | Grupo de Descenso           |
| 10   | Tarxien Rainbows   | 0    | 0  | 0 | 0 | 0 | 0  | 0  | 0    | Grupo de Descenso           |
| 11   | Valletta           | 0    | 0  | 0 | 0 | 0 | 0  | 0  | 0    | Grupo de Descenso           |
| 12   | Żabbar St. Patrick | 0    | 0  | 0 | 0 | 0 | 0  | 0  | 0    | Grupo de Descenso           |

Actualizado a los partidos jugados el 2026.
 Fuente: Soccerway

#### Resultados
| Local \ Visitante  | BIR | FLO | GZI | HAM | HIB | MAR | MOS | NAX | SLI | TAR | VAL | ZAB |
| ------------------ | --- | --- | --- | --- | --- | --- | --- | --- | --- | --- | --- | --- |
| Birkirkara         | —   |     |     |     |     |     |     |     |     |     |     |     |
| Floriana           |     | —   |     |     |     |     |     |     |     |     |     |     |
| Gżira United       |     |     | —   |     |     |     |     |     |     |     |     |     |
| Ħamrun Spartans    |     |     |     | —   |     |     |     |     |     |     |     |     |
| Hibernians         |     |     |     |     | —   |     |     |     |     |     |     |     |
| Marsaxlokk         |     |     |     |     |     | —   |     |     |     |     |     |     |
| Mosta              |     |     |     |     |     |     | —   |     |     |     |     |     |
| Naxxar Lions       |     |     |     |     |     |     |     | —   |     |     |     |     |
| Sliema Wanderers   |     |     |     |     |     |     |     |     | —   |     |     |     |
| Tarxien Rainbows   |     |     |     |     |     |     |     |     |     | —   |     |     |
| Valletta           |     |     |     |     |     |     |     |     |     |     | —   |     |
| Żabbar St. Patrick |     |     |     |     |     |     |     |     |     |     |     | —   |